# ハリー・ジェローム

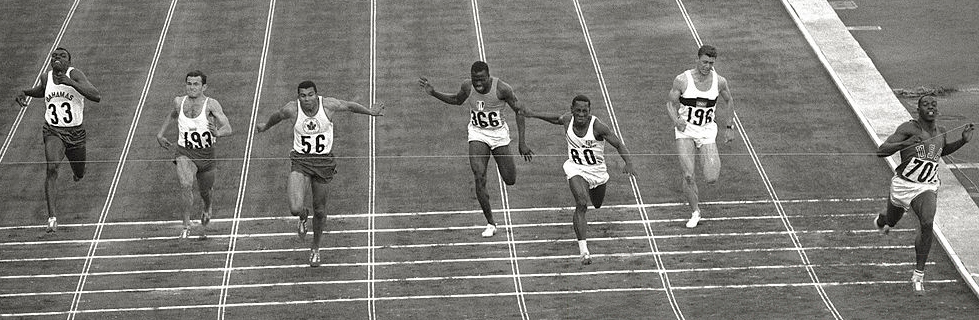
1964年東京オリンピック100m決勝で、3位でフィニッシュするジェローム（左から3人目）

ハリー・ジェローム（Harry Winston Jerome、1940年9月30日 - 1982年12月7日）は、カナダの陸上競技選手。1964年東京オリンピックの銅メダリストである。

## 経歴
ジェロームは、サスカチュワン州プリンス・アルバート出身。12歳のときにブリティッシュコロンビア州のノースバンクーバーに転居している。ジェロームの祖父も陸上競技の選手として1912年ストックホルムオリンピックのカナダ代表として100mで準決勝まで残った選手であった。
ジェロームは、アメリカのオレゴン大学に進学。著名なコーチであったビル・バウワーマンの指導を受ける。ローマオリンピック直前の1960年7月には西ドイツのアルミン・ハリーに次いで2人目となる、100m10秒0の世界記録を樹立。しかし、ローマでは、100mで準決勝で6位最下位に沈んでしまう。さらに、1962年には、コモンウェルスゲームズにおいて、医者から再起不能ともいわれるような大けがをしてしまう。
しかし、ジェロームは1964年東京オリンピックで復活。100mでは3位で銅メダルを獲得。200mでも4位入賞を果たした。さらに、1966年のコモンウェルスゲームズの100yd、1967年パンアメリカンゲームズの100mと連勝する。
ところが、翌年の1968年メキシコシティーオリンピックでは100mで7位、200mは2次予選で敗退。1969年に現役を引退した。
ジェロームは、現役引退後、ピエール・トルドー首相のもと、スポーツ省の新設に尽力。1970年にカナダ勲章受章。1982年に42歳の若さで脳動脈瘤破裂のためこの世を去った。
ブリティッシュコロンビア州バーナビーのスポーツセンターは、ジェロームの名を冠しハリー・ジェロームスポーツセンターと名づけられている。またバンクーバーのダウンタウンの西にあるスタンレーパークには高さ9フィートの彼の銅像が建てられている。

## 主な実績
| 年   | 大会                   | 場所                       | 種目  | 結果      | 記録   |
| ---- | ---------------------- | -------------------------- | ----- | --------- | ------ |
| 1960 | オリンピック           | ローマ（イタリア）         | 100m  | 6位（sf） | -      |
| 1964 | オリンピック           | 東京（日本）               | 100m  | 3位       | 10秒2  |
| 1964 | オリンピック           | 東京（日本）               | 200m  | 4位       | 20秒7  |
| 1965 | ユニバーシアード       | ブダペスト（ハンガリー）   | 100m  | 3位       | 10秒2  |
| 1966 | コモンウェルスゲームズ | キングストン（ジャマイカ） | 100yd | 1位       | 9秒41  |
| 1967 | パンアメリカンゲームズ | ウィニペグ（カナダ）       | 100m  | 1位       | 10秒27 |
| 1968 | オリンピック           | メキシコシティ（メキシコ） | 100m  | 7位       | 10秒1  |
| 1968 | オリンピック           | メキシコシティ（メキシコ） | 200m  | 8位（qf） | -      |

- qfは準々決勝、sfは準決勝